# Joe Cini
Joseph Cini, besser bekannt als Joe Cini (* 29. November 1936), ist ein ehemaliger maltesischer Fußballspieler auf der Position eines Stürmers. Er spielte in den 1950er und 1960er Jahren für die beiden seinerzeit erfolgreichsten maltesischen Vereine FC Floriana und Sliema Wanderers, mit denen er insgesamt jeweils sechsmal die Landesmeisterschaft und den Pokalwettbewerb gewann. 1970 wurde er zum Fußballer des Jahres in Malta gewählt.

## Leben

### Verein
Cini begann seine Profikarriere in der Saison 1956/57 beim FC Floriana, für den er drei Spielzeiten aktiv war und einmal die maltesische Fußballmeisterschaft sowie zweimal den Pokal gewann.
In der Saison 1959/60 stand er beim englischen Verein Queens Park Rangers unter Vertrag, bevor er in seine Heimat zurückkehrte, wo er die folgenden 13 Jahre in Diensten der Sliema Wanderers verbrachte, mit denen er weitere fünf Meistertitel und vier Pokalsiege errang.

### Nationalmannschaft
Sein Debüt für die maltesische Nationalmannschaft bestritt Cini in einem am 24. Februar 1957 ausgetragenen Testspiel gegen Österreich, das 2:3 verloren wurde. Gegen denselben Gegner gelang ihm zwölf Jahre später am 27. April 1969, ebenfalls in einem Testspiel (1:3), sein erstes Länderspieltor. Gleich in seinem nächsten Länderspiel, einem am 4. Januar 1970 ausgetragenen Testspiel gegen Luxemburg (1:1), ließ er seinen zweiten und letzten Länderspieltreffer folgen. Beinahe hätte er auch in seinem dritten Länderspiel in Folge einen Treffer erzielt, doch in dem am 3. Februar 1971 ausgetragenen Qualifikationsspiel zur EM-Endrunde 1972 gegen den alten Erzrivalen England (0:1) scheiterte er kurz vor Spielende am glänzend aufgelegten Torsteher Gordon Banks.
Alle oben genannten Spiele wurden auf dem legendären Hartplatz des Empire Stadium Gzira ausgetragen, in dem insgesamt zwölf Länderspiele – und somit genau zwei Drittel der Spiele – unter der Mitwirkung Cinis stattfanden.
Seinen 18. und zugleich letzten Länderspieleinsatz absolvierte er am 6. Mai 1972 im Rahmen der  Qualifikation zur WM-Endrunde 1974 in Budapest gegen Ungarn (0:3).

## Erfolge
- Maltesischer Meister: 1958, 1964, 1965, 1966, 1971, 1972
- Maltesischer Pokalsieger: 1957, 1958, 1963, 1965, 1968, 1969
- Maltas Fußballspieler des Jahres: 1970